# Wanderer W11
La Wanderer W11 (per esteso Wanderer 10/50 PS Typ W11) è stata un'autovettura di fascia alta prodotta dalla Casa tedesca Wanderer dal 1928 al 1933. Sulla sua base meccanica venne costruita anche una serie di veicoli militari nota come W11/I e prodotta fino al 1941.

## Caratteristiche
Con l'introduzione della W11, nella seconda metà del 1928, la Casa di Chemnitz esordì nel segmento delle vetture di fascia alta e lo fece portando al debutto il suo primo motore a 6 cilindri. Tale unità motrice, della cilindrata di 2540 cm³ (alesaggio e corsa: 72x104 mm), era alimentato mediante un carburatore Pallas ed erogava una potenza massima di 50 CV a 3400 giri/min, con una coppia massima pari a 140 Nm a 2000 giri/min. Era inoltre caratterizzato dalla distribuzione ad asse a camme laterale, ma con valvole in testa. 

La W11 nasceva su un telaio separato in acciaio stampato con sospensioni ad assale rigido e molle a balestra, e con impianto frenante idraulico a quattro tamburi. Il propulsore trasferiva la coppia motrice alle ruote posteriori mediante un cambio manuale a 3 marce, accoppiato ad una frizione multidisco a secco. La velocità massima raggiungibile dalla W11 era di 90 km/h. 

La vettura era ordinabile in cinque varianti di carrozzeria: limousine a 4 o a 6 posti, torpedo (quest'ultima ormai piuttosto superata), roadster e cabriolet, con prezzi compresi fra i 7000 RM per la torpedo ed i 9600 RM fissati per la cabriolet.

Nel 1930 la W11 subì alcuni ritocchi al motore, il cui rapporto di compressione passò da 5.3 a 5.6:1, mentre tra gli altri interventi va segnalato l'arrivo di un nuovo cambio ZF a 4 marce. La velocità massima salì a 97 km/h.

Con queste caratteristiche, la W11 rimase in produzione fino al 1933: ne vennero prodotti 5.200 esemplari. In realtà, la carriera della W11 continuò per tutto il decennio, pur cambiando radicalmente la sua destinazione commerciale. L'avvento del regime nazista e la conseguente corsa agli armamenti da parte della Germania di Hitler portò ad una commessa per la Wanderer, che dovette allestire una catena di montaggio per la produzione della cosiddetta W11/I, ossia un veicolo militare (in Germania conosciuto come Kübelwagen). Tale veicolo fu prodotto fino al 1941 in 4.500 esemplari.

In ogni caso, la W11 venne sostituita nel 1935 dalla Wanderer W245 e dai modelli da essa derivati. Il telaio della W11 funse anche da base meccanica per un altro modello, la W14, prodotto quasi in contemporanea.